# 14335 Alexosipov
14335 Alexosipov (1981 RR3) là một tiểu hành tinh vành đai chính được phát hiện ngày 3 tháng 9 năm 1981 bởi N. S. Chernykh ở Đài vật lý thiên văn Crimean.